# Paweł Suski

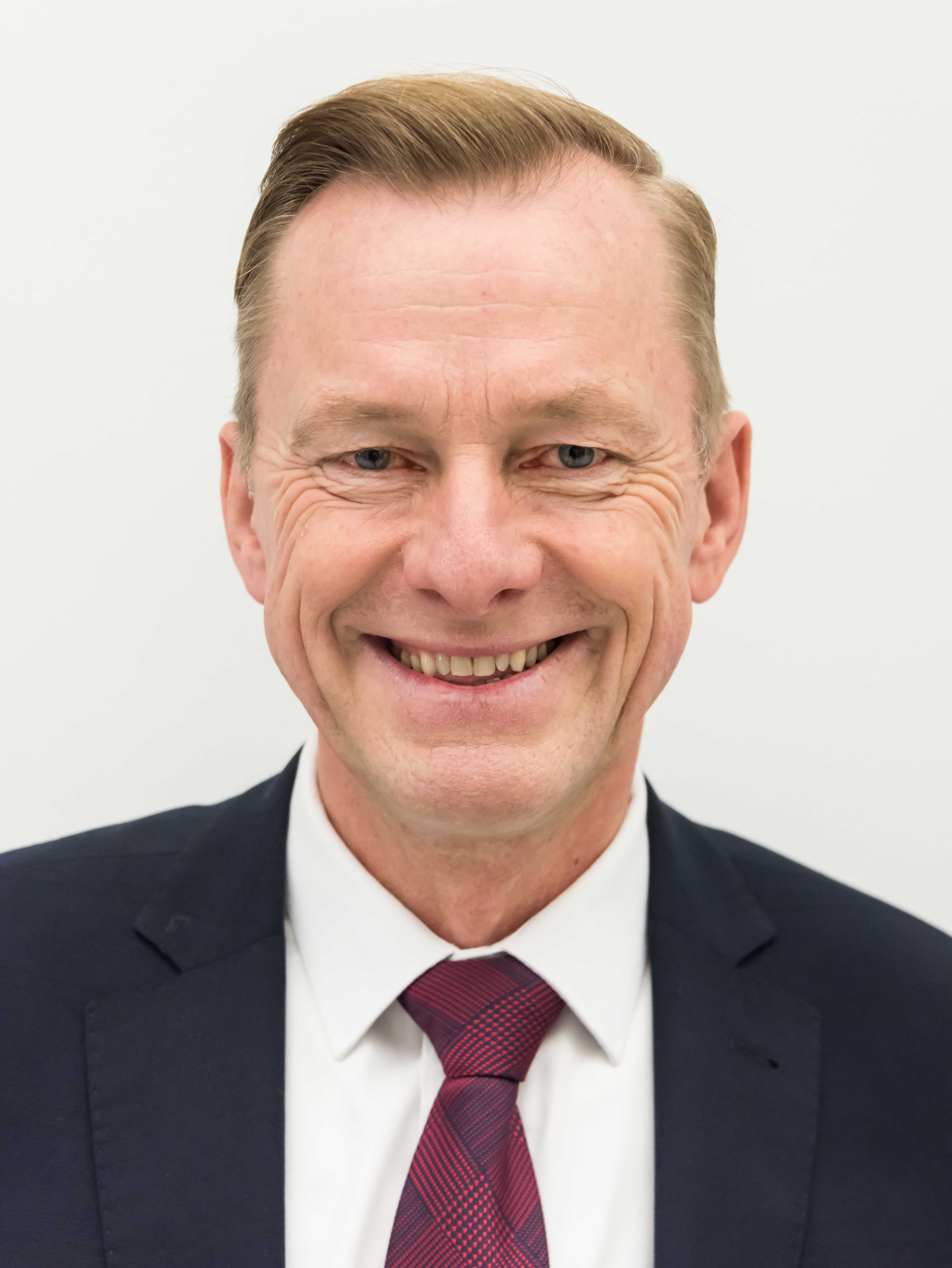
Paweł Suski (2023)

Paweł Suski (* 10. Juni 1964 in Wałcz) ist ein polnischer Politiker der Platforma Obywatelska (Bürgerplattform).
Er hat an der Akademia Rolnicza w Poznaniu (Landwirtschaftshochschule Poznań) studiert und diese mit einem Magister abgeschlossen. Er war Mitglied des Stadtrates von Wałcz und anschließend von 2006 bis 2007 Vorsitzender des Kreisrates des Powiats Wałecki. Bei den vorgezogenen Parlamentswahlen 2007 trat Suski im Wahlkreis 40 Koszalin an und konnte mit 7.451 ein Mandat für den Sejm erringen.
Paweł Suski ist verheiratet.